# 京都市立神川小学校
京都市立神川小学校（きょうとしりつ かみかわしょうがっこう）は京都府京都市伏見区久我東町にある公立小学校。

## 沿革
- 1873年（明治6年）   - 乙訓郡久我校として開校。
- 1876年（明治9年）   - 神川校と改称。
- 1887年（明治20年） - 神川尋常小学校と改称。
- 1941年（昭和16年） - 神川国民学校と改称。
- 1947年（昭和22年） - 神川小学校と改称[1]。

## 主な進学先
- 京都市立神川中学校

## 交通アクセス
- 京阪本線「中書島駅」より京都市営バス22系統（久我・南工業団地行）神川小学校前下車
- 東海道本線（JR京都線）「長岡京駅」東口より京都市営バス南2系統（竹田駅西口行）神川小学校前下車
- 近鉄京都線・京都市営地下鉄烏丸線「竹田駅」西口より京都市営バス南2系統（JR長岡京東口行）神川小学校前下車

## 通学区域が隣接している学校
- 京都市立久我の杜小学校
- 京都市立下鳥羽小学校
- 京都市立上鳥羽小学校
- 京都市立大藪小学校